# Massengrab in Rače-Fram
Auf dem Gebiet der Gemeinde Rače-Fram in Slowenien wurde bisher (Stand Februar 2024) ein Massengrab in Fram aus der Zeit des Zweiten Weltkriegs gefunden.

## Fram
- Das Massengrab von Fram (slowenisch: Grobišče Fram) liegt in einem bewaldeten Hügelgebiet etwa 600 Meter nordwestlich des Dorfes. Das Grab enthält die Überreste einer kleinen Gruppe von Zivilpersonen aus der Umgebung.[1]